# (6614) Antisthenes
(6614) Antisthenes  es un asteroide perteneciente al cinturón de asteroides, descubierto el 24 de septiembre de 1960 por Cornelis Johannes van Houten e Ingrid van Houten-Groeneveld sobre placas de Tom Gehrels desde el Observatorio de Palomar, en Estados Unidos.

## Designación y nombre
Antisthenes se designó inicialmente como 6530 P-L.
Más adelante fue nombrado en honor al filósofo griego Antístenes (c. 455-c. 360 a. C.). En ética, afirmó que todos podían aprender la areté (virtud) y fundó la escuela cínica de filosofía.

## Características orbitales
Antisthenes orbita a una distancia media del Sol de 2,483 ua, pudiendo acercarse hasta 2,090 ua y alejarse hasta 2,876 ua. Tiene una excentricidad de 0,158 y una inclinación orbital de 5,582° grados. Emplea en completar una órbita alrededor del Sol 1428,99 días.

## Características físicas
Su magnitud absoluta es 13,98. Tiene 9,215 km de diámetro. Su albedo se estima en 0,040.